# Joseph Halcet
Joseph Alfred Léon Halcet, né le 22 octobre 1881 à Bayonne et mort à Biarritz en février 1930, est un rameur français.

## Carrière
Joseph Halcet fait partie de la première équipe de rugby de l'Aviron bayonnais, fondé en 1906, après avoir débuté au Biarritz Stade,. Il joue ensuite pour le SCUF avant de réintégrer les rangs du Biarritz olympique. Mal en point à cause d'une blessure qui le laisse amoindri, il cesse de jouer au rugby en décembre 1920, 20 ans après avoir débuté dans ce sport.
Joseph Halcet, membre de la Société Nautique de Bayonne, participe aux Jeux olympiques intercalaires de 1906 à Athènes. Il y remporte la médaille de bronze en quatre avec barreur et en deux avec barreur sur un mile et termine quatrième en deux avec barreur sur un kilomètre. Il est champion du Sud-Ouest à plusieurs reprises.
Sportif accompli, il pratique aussi la natation, le tennis, la pelote basque. Après 1920, ils se consacre à l'enseignement de la culture physique.